# Cannabis social club
Een cannabis social club is een vereniging zonder winstoogmerk die zorgdraagt voor de productie van cannabis voor haar leden. De kaders hiervoor werden in 2005 vastgesteld door ENCOD. 

## Geschiedenis en verspreiding
In 1993 begon de Spaanse Asociación Ramón Santos de Estudios Sobre el Cannabis (ARSEC) een experiment met een dergelijk concept. Twintig jaar later zijn er tientallen cannabisclubs in Spanje, met name in Catalonië. In 2006 werd in België Trekt Uw Plant opgericht in  Antwerpen. In 2013 zijn er vijf Belgische cannabis social clubs. In 2014 werd in Amsterdam Tree of Life opgericht als eerste Nederlandse cannabis social club. De besturen van de gemeentes Eindhoven en Utrecht keuren de oprichting van cannabis social clubs goed. Minister Ivo Opstelten is tegenstander van iedere vorm van wietteelt. Ook in andere Europese landen zijn of worden dergelijke verenigingen opgezet.

## Werkwijze
De exacte werkwijze kan worden aangepast aan de wettelijke mogelijkheden van het betreffende land, zoals het maximaal toegestane aantal planten dat een individu mag bezitten. Deze wordt vermenigvuldigd met het aantal leden.
Uitgangspunten, zoals opgesteld door ENCOD, zijn:
Productie naar vraag
Er wordt niet meer geproduceerd dan de te verwachten vraag van de leden.
Non-profit
Cannabis social clubs zijn non-profitorganisaties. Eventueel behaalde winst wordt niet teruggegeven aan de leden maar wordt gebruikt voor de promotie van de doelen van de club. Het doel is het creëren van legale werkgelegenheid en het betalen van belasting over geleverde goederen en diensten. 
Transparantie
De vereniging is democratisch georganiseerd en is gericht op participatie. Ze legt de registratie van productie, consumptie en financiën voor op de jaarlijkse algemene vergadering.
Bevordering van volksgezondheid
De wiet wordt geteeld volgens de principes van de biologische landbouw. De vereniging geeft voorlichting over het veilig gebruik van cannabis en bestrijdt het problematisch gebruik.
Open voor dialoog
De vereniging staat open voor dialoog met autoriteiten en neemt hier initiatieven toe.